# Мехтільда Гакеборнзька

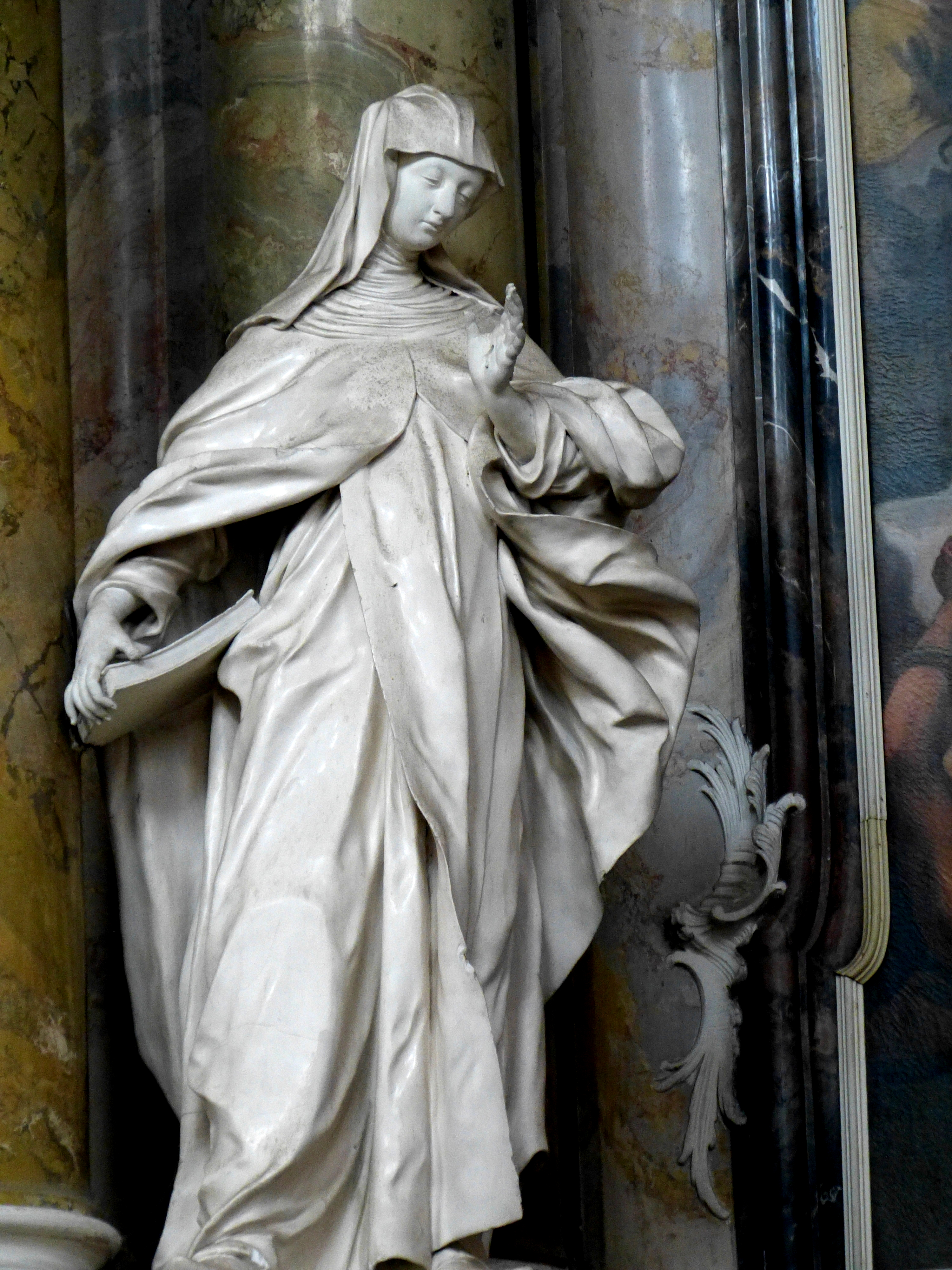
Статуя св. Мехтільди біля вівтаря Непомука, 1760 рік

Мехтільда Гакеборнзька, також Мехтільда Гельфтська (нім. Mechthild von Hackeborn, також Mechthild von Helfta; 1241 в замку Гельфта поблизу Айслебена; 19 листопада 1298 в монастирі Гельфта) — цистерціанка і містичка. В римо-католицькій церкві належть до лику святих; день спомину в календарях бенедиктинців, цистерціанців і трапсістів — 19 листопада.

## Життєпис
Мехтільда походить із східно-саксонського дворянського роду Гакеборн. У семирічному віці вона стала монастирською ученицею у цистеріанському монастирі Россендорф, який був заснований у 1229/1234 в мансфельдському володінні, і віддана на виховання своїй старшій сестрі Ґертруді Гакеборнзькій, яка також була пізніше канонізована. З 1251 року Ґертруда була настоятелькою монастиря, який у 1258 році був перенесений у Гельфту.
Проти волі матері Мехтільда просилася жити з монахинями, і її не можна було відмовити ні погрозами, ні лагідним вмовлянням. З того часу вона залишилася у монастирі і прославилася «станом постійно піднесеної солодкісті у Бозі». Того ж року Мехтільда вступила до монастиря. Завдяки своїм характеристикам і талантам (біографічні записи підкреслюють смиренність, завзятість та доброту, а також її велику відданість молитві, музичний талант та прекрасний голос) вона стала диригенткою. Пізніше Мехтільда стала наставницею новичок і керівницею монастирської школи. З 1261 року їй було також довірене виховання Ґертруди Гельфтської.
Мехтільда написала кілька молитов. Крім того, існує практика щодня відмовляти три Богородице Діво, для того щоб відзначати діяння Пресвятої Трійці. Цю практику Мехтільда отримала у видінні, у якому Богородиця пообіцяла допомогу Мехтільді в годину смерті, якщо вона виконає її бажання. Видіння Мехтільди також сприяли розвитку набожества до Найсвятішого Серця Ісуса.
Після тривалої важкої хвороби Мехтільда померла у віці 58 років у стані святості.

## Згадка у літературі
Поет Данте Аліг'єрі був натхненний сходженням душі, яку описала Мехтільда, для зображення гори очищень у своїй поемі «Божественна комедія».

## Іконографія
Мехтільда зазвичай зображується з вагами і мечем.

## Вебпосилання
- Бібліографія. Мехтільда Гакеборнзька // Німецька національна бібліотека
- Майстер Екгарт і його час: Мехтільда Гакеборнзька [Архівовано 30 вересня 2019 у Wayback Machine.]